# Emre Tetikel
Emre Tetikel (nascido em 2 de agosto de 1985) é um ator em de cinema, televisão e teatro e também escritor. Ele é mais conhecido por seu papel como "Berk" no filme "Ayakta Kal" e "Şahin" na série de TV "Karagül" na Turquia.

## Vida pregressa
Originalmente de Tekirdağ, ele era nasceu e foi criado em Tekirdağ em 1985. Ele se formou na Escola Secundária Namik Kemal. Emre Tetikel, que estava completamente interessado em atuar durante seu ensino Ensino Médio, participou do teatro da cidade de Tekirdağ e de grupos de teatro amador.

## Carreira
Tetikel deixou Tekirdağ para estudar na universidade e se estabeleceu em Istambul e se formou na Newport University of California com um sistema de ensino à distância em administração de empresas em inglês. Em 2008, ele conheceu Selçuk Uluergüven. Tipos de teatro como Uluergüven e Aykut Oray estudaram teatro, participaram de várias peças teatrais juntos e se profissionalizaram. Ele continuou sua formação como ator no centro de arte Bahariye, no conservatório de arte dramática de Nova York, na academia de cinema de NY e no teatro Ekol.
Participou de anúncios na televisão e na internet durante seus anos de estudante. Em 2008, ele interpretou o personagem "Morphy Mcmahon" na série de TV "Dur Yolcu", e ele apareceu em uma série de televisão pela primeira vez. Ele trabalhou como professor de teatro em muitas faculdades e instituições de ensino de atuação privada em Tekirdağ e İstanbul, e treinou alunos para o ensino conservatório.
Emre Tetikel também é autor. Ele tem um romance chamado "Yalniz Aşka Siginmak" publicado em 2015.

### Televisão
| Séries de TV | Séries de TV   | Séries de TV   | Séries de TV    | Séries de TV       | Séries de TV       |
| Ano          | Título         | Função         | Diretor         | Canal de televisão | Notas              |
| ------------ | -------------- | -------------- | --------------- | ------------------ | ------------------ |
| 2008         | Dur Yolcu      | Morphy McMahon | İsmail Güneş    | TRT 1              | Papel de liderança |
| 2009         | Küçük Kadınlar | Murat          | Hakan Arslan    | Kanal D            | Papel de Apoio     |
| 2010         | Keskin Bıçak   | Harun          | Yasin Uslu      | Fox TV             | Papel de Apoio     |
| 2014         | Aşkın Kanunu   | Şurup Halil    | Çağatay Tosun   | TRT 1              | Papel de Apoio     |
| 2015         | Karagül        | Şahin          | Murat Saraçoğlu | Fox TV             | Papel de liderança |
| 2015         | Filho Çıkış    | Engin          | Ayhan Özen      | TRT 1              | Papel de liderança |
| 2017         | Ateş Böceği    | Berk           | Barış Yöş       | Star TV            | Papel de Apoio     |
| 2018         | Adını Sen Koy  | Teoman         | Fulya Yavuzoğlu | Star TV            | Papel de liderança |

### Reality Show
| Reality show | Reality show      | Reality show    | Reality show          | Reality show              |
| Ano          | Título            | Diretor         | Temporada / Episódio  | Notas                     |
| ------------ | ----------------- | --------------- | --------------------- | ------------------------- |
| 2019         | 7 cidades do amor | Saeid Aboutaleb | Todos os 15 episódios | Ator convidado da Turquia |
| 2019         | Jantar Iraniano   | Saeid Aboutaleb | Série II - Episódio 9 | Ator convidado da Turquia |

### Cinema
| Filmes | Filmes          | Filmes           | Filmes         | Filmes             |
| Anos   | Título          | Função           | Diretor        | Notas              |
| ------ | --------------- | ---------------- | -------------- | ------------------ |
| 2009   | Ayakta Kal      | Berk             | Adnan Güler    | Papel de liderança |
| 2013   | Şevkat Yerimdar | Burçin           | Bülent İşbilen | Papel de Apoio     |
| 2015   | Darbe           | Savcı Yardımcısı | Yasin Uslu     | Papel de Apoio     |

### Teatro
| Teatros   | Teatros               | Teatros       | Teatros           |
| Ano       | Título                | Função        | Diretor           |
| --------- | --------------------- | ------------- | ----------------- |
| 2005      | Bir Yaz Gecesi Rüyası | Teseu         | Selçuk Uluergüven |
| 2008      | Recebim Recebim       | Muhtar        | Selçuk Uluergüven |
| 2009      | Tek Perdelik Şaka     | Karışık Eskiz | Selçuk Uluergüven |
| 2009      | Duvarların Ötesi      | Ufaklık       | Selçuk Uluergüven |
| 2010-2020 | Depo                  | Karışık Eskiz | Emre Karaoğlu     |

### Videoclipes
| Curta-metragem / videoclipe | Curta-metragem / videoclipe | Curta-metragem / videoclipe | Curta-metragem / videoclipe | Curta-metragem / videoclipe | Curta-metragem / videoclipe                    |
| Ano                         | Título                      | Cantor                      | Diretor                     | Função                      | Notas                                          |
| --------------------------- | --------------------------- | --------------------------- | --------------------------- | --------------------------- | ---------------------------------------------- |
| 2010                        | Şefkat Gibi                 | Hande Yener                 | Damla Demircioğlu           | Todos os personagens        | Prêmio de Melhor Ator de Melhor Curta-Metragem |
| 2016                        | Ayrıla Ayrıla               | Levent Dörter               | Gürcan Keltek               | Papel de liderança          | -                                              |

| Livros | Livros               | Livros  | Livros  | Livros | Livros           | Livros                | Livros  | Livros                       |
| Ano    | Título               | Sujeito | Tipo    | Língua | Total de páginas | ISBN                  | Editor  | Classificação de Vendas      |
| ------ | -------------------- | ------- | ------- | ------ | ---------------- | --------------------- | ------- | ---------------------------- |
| 2015   | Yalnız Aşka Sığınmak | Ame     | Romance | turco  | 208              | ISBN 978-6-05479995-4 | Postiga | Mais vendidos # 16 no top 20 |